# Capdown
Capdown (en forkortelse for Capitalist Downfall) er en engelsk skapunkgruppe fra Milton Keynes, der tidligere var kendt som Soap. Da gruppen har turnéret meget i deres hjemland, har de fået en stor fanskare, og er et af englands største nuværende punkgrupper. De er kendt for deres meget politiske numre, og hittet Ska Wars.

## Medlemmer
- Jake (vokal og saxofon)
- Boob (bas)
- Keith (vokal og guitar)
- Tim (trommer)
- Eddie (keyboards)

## Diskografi
- Time For Change EP (single, 1999) Household Name
- Civil Disobedients (2000), Household Name
- Pound For The Sound (2001), Household Name
- Xmas Fisting EP (2001), Household Name
- Link80/Capdown Split Household Name
- Act Your Rage (single, 2003), Fierce Panda
- New Revolutionaries (single, 2003), Gravity Dip
- Live In Brighton (with Rudebones) (DVD, 2003), Punker Bunker
- Live In M.K. (2005), Gravity Dip

## Eksterne henvisning
Gruppens hjemmeside
| Musikgruppe | Spire Denne artikel om en britisk musikgruppe er en spire som bør udbygges. Du er velkommen til at hjælpe Wikipedia ved at udvide den. |